# Čuna
La Čuna (in russo Чуна́?; altresì conosciuta come Uda, Уда) è un fiume della Russia siberiana orientale, ramo sorgentifero di destra della Taseeva nel bacino dell'Angara. Scorre nei rajon Nižneudinskij, Čunskij e Tajšetskij dell'oblast' di Irkutsk e nel Bogučanskij rajon del Territorio di Krasnojarsk.
Nasce dal versante settentrionale dei monti Saiani Orientali (nella catena secondaria chiamata monti della Uda) e prende direzione dapprima orientale, poi mediamente settentrionale, scorrendo in ambiente montano nella parte meridionale dell'oblast' di Irkutsk; in questa parte del corso il fiume è conosciuto come Uda. Seguendo un corso grossolanamente parallelo a quello del suo fiume gemello Birjusa, all'incirca verso la metà del suo corso piega verso ovest-nordovest, percorrendo un tratto dell'altopiano dell'Angara prima di unirsi alla Birjusa per formare la Taseeva. Il fiume ha una lunghezza di 1 012 km e il suo bacino è di 55 800 km².
Il fiume è gelato, mediamente, da novembre ad aprile.Il bacino del fiume è molto ricco di risorse minerarie (oro, zinco, ferro, molibdeno, ecc.); la maggiore città del bacino è Nižneudinsk nell'alto corso; altri insediamenti di qualche rilievo sono Oktjabr'skij e Čunskij.